# Buda Stalowska
Buda Stalowska – wieś w Polsce położona w województwie podkarpackim, w powiecie tarnobrzeskim, w gminie Nowa Dęba.
Do 2024 miejscowość była częścią wsi Alfredówka. W latach 1975–1998 miejscowość administracyjnie należała do województwa tarnobrzeskiego.
Buda Stalowska to położona wśród lasów Puszczy Sandomierskiej i stawów osada, należąca dawniej do rodu Tarnowskich. Od XIX w. znajdowało się tu centrum gospodarki leśnej, działały: tartak, zakłady suchej destylacji drewna, torfownie. Do 2007 siedziba Nadleśnictwa Buda Stalowska, obecnie Nadleśnictwo Nowa Dęba, którego powierzchnia wynosiła przeszło 25 tys. ha. Znajduje się tu również zespół stawów rybnych Stawy Rybackie Grądy (753,12 ha). Teren stawów Grądy w Budzie Stalowskiej został zgłoszony do programu Unii Europejskiej Natura 2000.

## Fauna i flora
Na terenie stawów Grądy występuje 177 gatunków ptaków, z których na szczególną uwagę zasługują:
- gatunki ptaków z różnorodnych siedlisk wodnych, bagiennych, leśnych, łąkowych, polnych i zaroślowych
- gatunki ptaków lęgowych
- gatunki ptaków wodnych i bagiennych, w tym 85 gatunków podlegających ochronie
- gatunki ptaków wymierających i najrzadszych - zobacz Podgorzałka zwyczajna

Wiele z nich to gatunki bardzo rzadko występujące na terenie Polski, a w szczególności: orzeł bielik, orzeł przedni, orlik krzykliwy, kormoran, czapla siwa i czapla purpurowa, rybołów, perkoz, oraz bocian czarny.
Występują tu również tak cenne gatunki ptaków jak: wąsatka, zielonka, rybitwa zwyczajna, żuraw, sieweczka obrożna, batalion, bekasik i kulik wielki.
Na rozpatrywanym obszarze występują także rzadkie zbiorowiska roślinne. Należą do nich m.in. grzybień biały, oraz grąd mieszany świeży z zespołem grądu wschodniopolskiego. Sklasyfikowano również około 70 sztuk dębów szypułkowych.